# Golbey
Golbey je francouzské město v departementu Vosges, v regionu Grand Est.

## Geografie
Leží na levém břehu řeky Mosely a protéká jí kanál Est.

## Historie
Na území města bylo doloženo osídlení v době neolitické i římské.

## Památky
- kostel sv. Abdona a Senena

## Vývoj počtu obyvatel
Počet obyvatel

## Osobnosti města
- Jean Leroy, politik